# براين بوتش
براين بوتش (بالإنجليزية: Brian Butch)‏ مواليد 22 ديسمبر 1984 في أبلتون، هو لاعب كرة سلة أمريكي. بدأ مسيرته الاحترافية في سنة 2008. يلعب في دوري كرة السلة الياباني للمحترفين كلاعب وسط. يحمل الرقم 43. يبلغ طوله 6 قدم 11 بوصة (2.1 م). حقق المركز الثالث في دورة الألعاب الأمريكية 2011.

## الميداليات
| الميدالية | المسابقة                    |
| --------- | --------------------------- |
| برونزية   | دورة الألعاب الأمريكية 2011 |

## روابط خارجية
- براين بوتش على موقع سبورتس رفرنس (الإنجليزية)
- براين بوتش على موقع كرة السلة الأوروبية.كوم (الإنجليزية)
- براين بوتش على موقع كلية كرة السلة في سبورتس رفرنس.كوم (الإنجليزية)
- براين بوتش على موقع ريلجم (الإنجليزية)
- براين بوتش على موقع بروبوليرز (الإنجليزية)
- براين بوتش على موقع سبورتس رفرنس (الإنجليزية)
- براين بوتش على موقع سبورتس رفرنس (الإنجليزية)